# Pianonews
Pianonews (vollständiger Titel: PianoNEWS – Magazin für Klavier und Flügel) ist eine Zeitschrift, die seit 1997 zweimonatlich im Staccato-Verlag erscheint und von ihrem Gründer Carsten Dürer als Chefredakteur geleitet wird. Den Schwerpunkt des Magazins bilden Porträts und Interviews von Pianisten aus den Bereichen Klassik, Jazz und Unterhaltungsmusik sowie Informationen über Instrumentenneuheiten, Hersteller und Händler von Klavieren, Komponisten und Verlage von Klavierliteratur. Außerdem berichtet das Magazin über deutsche und internationale Klavierfestivals und -wettbewerbe und enthält Rubriken für CD-, Buch- und Notenrezensionen sowie Workshops für Profis und Laien in den Bereichen Klassik und Jazz. Die verbreitete Auflage wird mit 20.000 angegeben. Die Zeitschrift kann auch als E-Paper abonniert werden.